# يحمر
يحمر هي قرية في محافظة النبطية في لبنان، تبعد حوالي 8 كم من مدينة النبطية، وتقع قلعة بوفورت بالقرب منها، وهي عضوة عضو في اتحاد بلديات الشقيف، ترتفع عن مستوى سطح البحر 530 متراً، وتبلغ مساحتها 11.67 كيلومتر مربع (1,167 هكتار).

## التاريخ
في السجلات الضريبية 1596 تم تسميتها قريةيحمر فيناحية صقيف العثمانية الواقعة في «لواء صفد»، وكان يبلغ عدد سكانها 42 أسرة و 5 عزاب وجميعهم من المسلمين، وقد دفع القرويون ضريبة ثابتة بنسبة 25 ٪ على المنتجات الزراعية، مثل القمح والشعير وأشجار الزيتون والماعز وخلايا النحل، بالإضافة إلى «عائدات عرضية» ومكبس لزيت الزيتون أو شراب العنب؛ ما مجموعه 4800 آقجة.
يبلغ عدد سكان القرية حوالي 2000 نسمة، على الرغم من أن عدد السكان يرتفع في فصل الصيف، وغالبيتهم من المسلمين الشيعة.

## أزمة لبنان 1958
في 21 أغسطس 1958 سقط العديد من سكان القرية ما بين قتلى وجرحى بعد هجوم ومواجهات مع دبابات الجيش اللبناني في القرية.

## قائمة المراجع
- Hütteroth، Wolf-Dieter؛ Abdulfattah، Kamal (1977). Historical Geography of Palestine, Transjordan and Southern Syria in the Late 16th Century. Erlanger Geographische Arbeiten, Sonderband 5. Erlangen, Germany: Vorstand der Fränkischen Geographischen Gesellschaft. ISBN:3-920405-41-2. مؤرشف من الأصل في 2019-12-14.
- Rhode، Harold (1979). Administration and Population of the Sancak of Safed in the Sixteenth Century. جامعة كولومبيا. مؤرشف من الأصل في 2019-04-20.

## روابط خارجية
- يحمر (النبطية)، لوكاليبان